# Simetrie diedrală în spațiul tridimensional
| · Simetrie involutivă · Cs, (*) · [ ] =       | · Simetrie ciclică · Cnv, (*nn) · [n] =      | · Simetrie diedrală · Dnh, (*n22) · [n,2] =   |
| Grup poliedric, [n,3], (*n32)                 |                                              |                                               |
| · Simetrie tetraedrică · Td, (*332) · [3,3] = | · Simetrie octaedrică · Oh, (*432) · [4,3] = | · Simetrie icosaedrică · Ih, (*532) · [5,3] = |

În geometrie simetria diedrală în spațiul tridimensional este una dintre cele trei secvențe infinite de grupuri punctuale în spațiul tridimensional⁠(d) care au un grup de simetrie care, ca grup abstract, este un grup diedral Dihn (pentru n ≥ 2).

## Tipuri
Există 3 tipuri de simetrie diedrală în trei dimensiuni, fiecare prezentat mai jos cu 3 notații: notația Schönflies, notația Coxeter și notația orbifold.
Chirală
- Dn, [n,2]+, (22n) de ordinul 2n – simetrie diedrală sau grup para-n-gonal (grup abstract: Dihn).

Achirală
- Dnh, [n,2], (*22n) de ordinul 4n – simetrie prismatică sau grup complet orto-n-gonal (grup abstract: Dihn × Z2).
- Dnd (sau Dnv), [2n,2+], (2*n) de ordinul 4n – simetrie antiprismatică sau grup complet giro-n-gonal (grup abstract: Dih2n).

Pentru un n dat, toate trei au simetria de rotație de n ori în jurul unei axe (o rotație cu un unghi de 360°/n nu modifică obiectul), și simetrie de rotație de două ori în jurul unei axe perpendiculare, deci aproximativ n dintre acestea. Pentru n = ∞, acestea corespund la trei grupuri ale frizelor. Se folosește notația Schönflies, împreună cu notația Coxeter între paranteze drepte și notația orbifold între paranteze rotunde. Termenul orizontal (h) este utilizat față de o axă verticală de rotație.
În bidimensional, grupul de simetrie Dn include reflexii față de drepte. Când planul bidimensional este încorporat orizontal într-un spațiu tridimensional o astfel de reflexie poate fi privită fie ca o restricție la acel plan a unei reflexii față de un plan vertical, fie ca o restricție la planul unei rotații cu 180° în jurul dreptei de reflexie. În tridimensional se face deosebirea între cele două operații: grupul Dn conține doar rotații, nu și reflexii. Celălalt grup este simetrie piramidală (simetria ciclică) Cnv de același ordin, 2n.
Cu simetria de reflexie într-un plan perpendicular pe axa de rotație de n ori, avem Dnh, [n], (*22n).
Dnd (sau Dnv), [2n,2+], (2*n) are plane de reflexie verticale între axele de rotație orizontale, nu prin ele. Ca rezultat, axa verticală este o axă de rotație improprie de 2n ori.
Dnh este grupul de simetrie al unei prisme regulate cu n laturi și, de asemenea, pentru o bipiramidă regulată cu n laturi. Dnd este grupul de simetrie al unei antiprisme regulate cu n laturi și, de asemenea, pentru un trapezoedru regulat cu n laturi. Dn este grupul de simetrie al unei prisme parțial rotite.
n = 1 nu este inclus deoarece cele trei simetrii sunt la fel cu altele:
- D1 și C2: grupul de ordinul 2 cu o singură rotație de 180°.
- D1h și C2v: grupul de ordinul 4 cu o reflexie într-un plan și o rotație de 180° în jurul unei drepte în acel plan.
- D1d și C2h: grupul de ordinul 4 cu o reflexie într-un plan și o rotație de 180° în jurul unei drepte perpendiculare pe acel plan.

Pentru n = 2 nu există o axă principală și două axe suplimentare, dar există trei echivalente.
- D2, [2,2]+, (222) de ordinul 4 este unul dintre cele trei tipuri de grupuri de simetrie cu grupul lui Klein ca grup abstract. Are trei axe de rotație de 2 ori, perpendiculare. Este grupul de simetrie al unui paralelipiped dreptunghic cu un S scris pe două fețe opuse, în aceeași orientare.
- D2h, [2,2], (*222) de ordinul 8 este grupul de simetrie al paralelipipedului dreptunghic.
- D2d, [4,2+], (2*2) de ordinul 8 este grupul de simetrie de exemplu al:
  - unui paralelipiped dreptunghic cu două fețe pătrate, cu o diagonală desenată pe una din fețele pătrată și o diagonală perpendiculară pe prima pe cealaltă față pătrată;
  - unui tetraedru regulat scalat în direcția unei drepte care leagă punctele din mijlocurile a două muchii opuse (D2d este un subgrup de Td; prin scalare simetria se reduce).

## Subgrupuri
| D2h, [2,2], (*222) | D4h, [4,2], (*224) |

Pentru Dnh, [n,2], (*22n), ordin 4n
- Cnh, [n+,2], (n*), ordin 2n
- Cnv, [n,1], (*nn), ordin 2n
- Dn, [n,2]+, (22n), ordin 2n

Pentru Dnd, [2n,2+], (2*n), ordin 4n
- S2n, [2n+,2+], (n×), ordin 2n
- Cnv, [n+,2], (n*), ordin 2n
- Dn, [n,2]+, (22n), ordin 2n

Dnd este și subgrup al D2nh.

## Exemple
| D2h, [2,2], (*222) ordin 8    | D2d, [4,2+], (2*2) ordin 8                                                 | D3h, [3,2], (*223) ordin 12                    |
| ----------------------------- | -------------------------------------------------------------------------- | ---------------------------------------------- |
| Cusături pe mingea de baschet | Cusături pe mingea de baseball (fără a se ține cont de direcția cusăturii) | Minge de plajă (fără a se ține cont de culori) |

Dnh, [n], (*22n)
| Prisme drepte regulate |

D5h, [5], (*225)
| Prismă pentagramică | Antiprismă pentagramică |

D4d, [8,2+], (2*4)
| Antiprismă pătrată snub |

D5d, [10,2+], (2*5)
| Antiprismă pentagonală | Antiprismă pentagramică răsucită | Trapezoedru pentagonal |

D17d, [34,2+],  (2*17)
| Antiprismă heptadecagonală |